# Хаас-Хаус
Хаас-Хаус (нем. Haas-Haus) — пятиэтажное здание в Вене, расположенное на площади Шток-им-Айзен-плац.
Спроектированное австрийским архитектором Хансом Холляйном, это постмодернистское здание было построено в 1987—1990 году на месте торгового дома, разрушенного во время бомбардировок Второй мировой войны. Современное здание сильно отличается от остальных построек площади и контрастирует со стоящим по диагонали напротив собором Святого Стефана, что вызывает споры относительно его уместности. В Хаас-Хаусе изначально расположился комплекс с дорогими магазинами, офисами и двумя ресторанами, один из которых на крыше. Позже внутренние помещения были переделаны в магазин модной одежды с отелем на верхних этажах.
Здание выполнено в камне и стекле, причём зеркальная поверхность фасада подчёркивает историческое окружение Хаас-Хауса, помогая ему вписаться в обстановку. Архитектор рассказывал журналистам, что его целью было спроектировать здание дружественное к стоящей рядом венской святыне, но при этом оживить место, сделать его многоголосым.

## Галерея

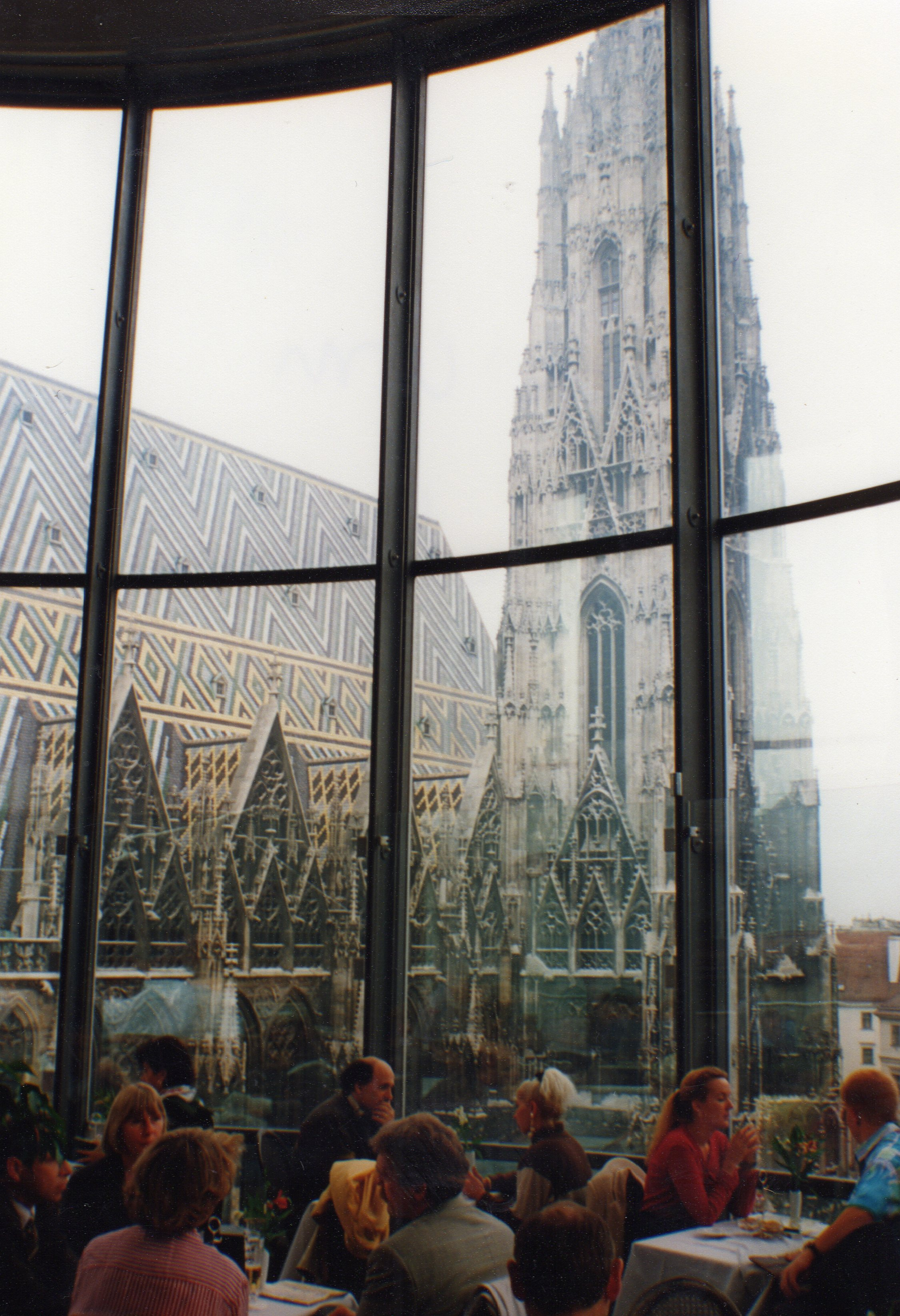
Вид на собор Святого Стефана из кафе в Хаас-Хаусе
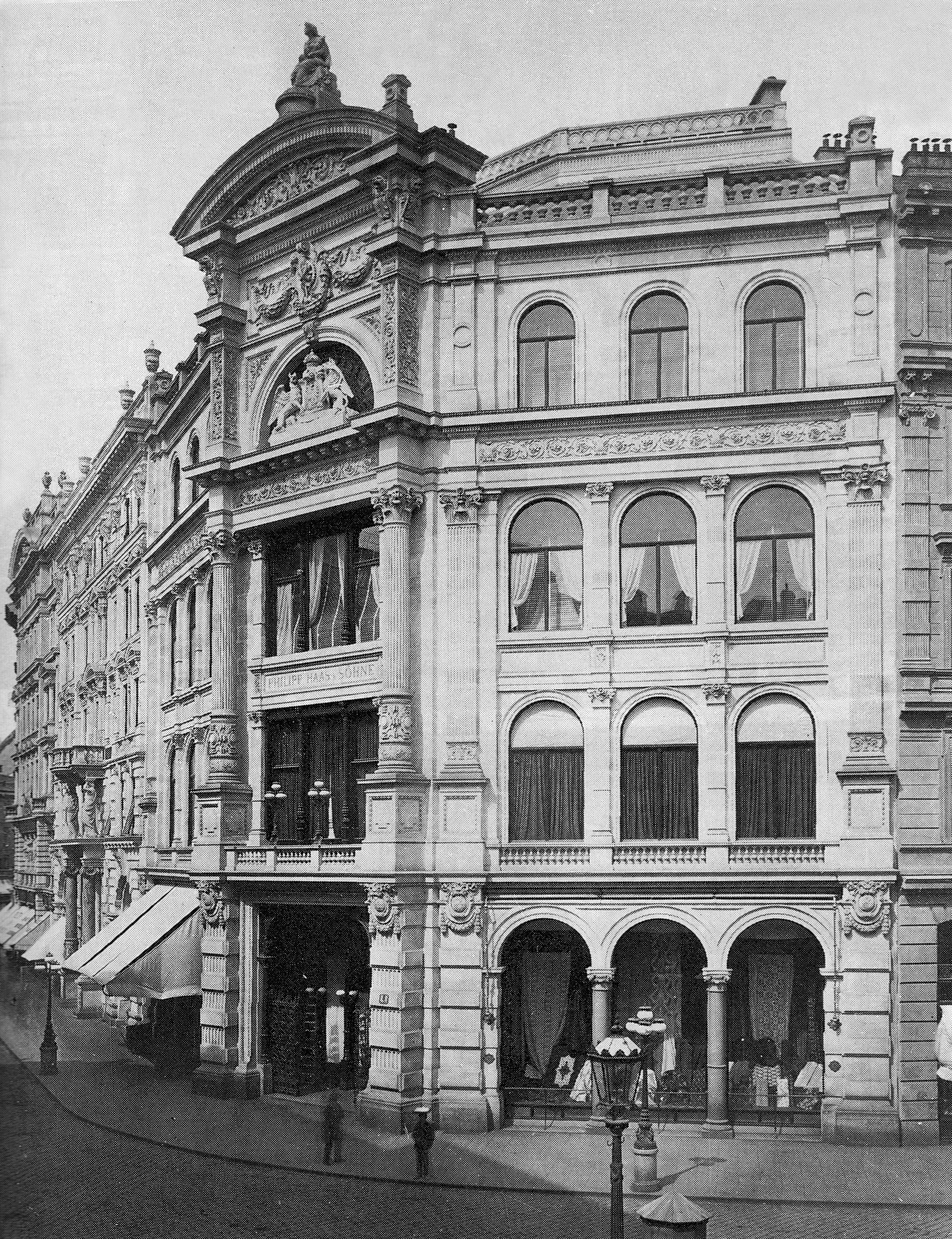
Здание, на месте которого построен Хаас-Хаус